# An Chang-rim
An Chang-rim (kor. 안바울 ;ur. 2 marca 1994) – południowokoreański judoka. Dwukrotny olimpijczyk. Brązowy medalista z Tokio 2020 i dziewiąty w drużynie. Dziewiąty w Rio de Janeiro 2016. Walczył w wadze lekkiej.
Złoty medalista mistrzostw świata w 2018 i brązowy w 2015 i 2017. Wicemistrz igrzysk azjatyckich w 2018. Zdobył cztery medale mistrzostw Azji w latach 2015 - 2021. Wygrał uniwersjadę w 2015 roku.

## Letnie Igrzyska Olimpijskie 2016
| Konkurencja | Rundy eliminacyjne    | Rundy eliminacyjne       | Klas. końcowa |
| Konkurencja | Przeciwnik I          | Przeciwnik II            | Miejsce       |
| ----------- | --------------------- | ------------------------ | ------------- |
| 73 kg       | Mohamad Kasem (SYR) Z | Dirk Van Tichelt (BEL) P | 9.            |